# Radowel
Radowel (ukr. Радовель) – wieś na Ukrainie, w obwodzie żytomierskim, w rejonie olewskim. W 2001 roku liczyła 1380 mieszkańców.